# Trompsburg
Trompsburg è una città del Sudafrica facente parte della provincia di Free State.
Situata nella Municipalità locale di Kopanong, appartenente alla Municipalità distrettuale di Xhariep, è la capitale amministrativa e legislativa delle due municipalità.
Trompsburg è una piccola città agricola e uno dei centri principali di allevamento di pecore Marino, della provincia di Free State. La città sorge ai pendii di due piccole colline ed è il secondo centro di tosatura in Sudafrica.
La città fu fondata nel 1892. Inizialmente, prima della costruzione del tratto ferroviario tra Springfontein e Koffiefontein via Jagersfontein, fu chiamata Jagersfontein Road e successivamente fu chiamata Hamilton, in onore di sir Hamilton Goold-Adams governatore della Colonia del fiume Orange (1902-1910). Infine fu chiamata Trompsburg in onore dei fratelli Trompsburg, proprietari della fattoria Middelwater dove fu eretta la città.